# Roberto Amadio
Roberto Amadio (* 10. Juli 1963 in Portogruaro) ist ein ehemaliger italienischer Radrennfahrer, Weltmeister im Radsport und Sportlicher Leiter.

## Sportliche Laufbahn
Amadio war Bahnradsportler und auch im Straßenradsport aktiv. Bei den UCI-Bahn-Weltmeisterschaften 1985 gewann der italienische Vierer mit Gianpaolo Grisandi, Silvio Martinello, Massimo Brunelli und Roberto Amadio den Titel in der Mannschaftsverfolgung.
Er war Teilnehmer der Olympischen Sommerspiele 1984 in Los Angeles. In der Mannschaftsverfolgung kam Italien mit Roberto Amadio, Massimo Brunelli, Maurizio Colombo und Silvio Martinello auf den 4. Rang.
Amadio gewann 1983 das Eintagesrennen Trofeo Raffaele Marcoli. 1982 wurde er italienischer Meister im Punktefahren. 1983 (mit Stefano Allocchio und Massimo Brunelli) und 1984 gewann er die nationale Meisterschaft in der Mannschaftsverfolgung. Als Amateur startete er für den Verein S.C. La Nuova Baggio.
1985 wurde er Berufsfahrer im Radsportteam Santini-Krups-Conti-Galli und blieb bis 1989 als Radprofi aktiv. Er gewann 1985 eine Etappe im Cinturón Ciclista Internacional a Mallorca. 1987 und 1988 schied er in der Tour de France aus. 1989 schied er in der Tour de Suisse aus. 1986 gewann er mit Francesco Moser als Partner das Sechstagerennen von Bassano del Grappa.

## Berufliches
1992 wurde er Sportlicher Leiter im Team Jolly Componibili, später bei Vini Caldirola, Liquigas und Cannondale.